# Janvier 1928

## Événements
- France[1] : lancement à Paris de la Dépêche Africaine, revue assimilationniste.

- 2 janvier : le célèbre rugbyman international français Yves du Manoir se tue dans le crash de son Caudron 59[2].

- 7 janvier : premier vol du biplan soviétique Polikarpov Po-2.

- 9 janvier : le Parti communiste français adopte la stratégie « classe contre classe ».

- 12 janvier, France : arrestation de députés communistes.

- 16 janvier : Léon Trotski est exilé à Almaty, alors Alma-Ata par Staline avec une trentaine de membres de l’opposition de gauche.

- 21 janvier : premier vol du Bristol Bulldog II.

## Naissances
- 2 janvier : Daisaku Ikeda, écrivain et philosophe japonais († 15 novembre 2023).
- 5 janvier : Walter Mondale, homme d'État américain, vice-président des États-Unis de 1977 à 1981 († 19 avril 2021).
- 6 janvier : Gabriel Banon, homme d'affaires et géopoliticien franco-marocain († 26 février 2024).
- 7 janvier : Jean-Jacques Morvan, peintre, sculpteur, graveur et écrivain français († 4 septembre 2005).
- 8 janvier : Gaston Miron, poète québécois († 14 décembre 1996).
- 12 janvier : 
  - Daniel Filipacchi, éditeur français, créateur de Lui.
  - Aron Dotan, linguiste israélien († 27 mai 2022).
- 15 janvier : Esther Senot, survivante et témoins de la shoah.
- 16 janvier : Dirk Mudge, homme politique namibien († 26 août 2020).
- 17 janvier :
  - Lelio Antoniotti, footballeur valdôtain, († 24 mars 2014).
  - Jean Barraqué, compositeur français d'inspiration sérielle († 17 août 1973).
  - Maurice Gaidon, évêque catholique français, évêque émérite de Cahors († 14 novembre 2011).
  - Jean-Claude Perez, un écrivain et essayiste français d'origine espagnole († 21 mars 2023).
- 18 janvier : Franciszek Pieczka, acteur de théâtre et de cinéma polonais († 23 septembre 2022).
- 22 janvier : Henri Leproux, créateur et directeur du Golf-Drouot († 12 juin 2014).
- 23 janvier : Jeanne Moreau, actrice française († 31 juillet 2017).
- 24 janvier : Michel Serrault, acteur français († 29 juillet 2007).
- 26 janvier : Roger Vadim, acteur et réalisateur français († 11 février 2000).
- 27 janvier : Stanley Holden, danseur britannique († 11 mai 2007).
- 29 janvier : Pierre Tchernia, réalisateur français († 8 octobre 2016).

## Décès
- 2 janvier : Yves du Manoir (Yves Frantz Loÿs Marie), aviateur, polytechnicien, international de rugby à XV (° 11 août 1904).
- 4 janvier : Cocherito de Bilbao (Cástor Jaureguibeitia Ibarra), matador espagnol (° 20 décembre 1876).